# 들염소
들염소(학명: Capra aegagrus)는 가축화된 염소의 원종으로, 유럽과 중동, 서아시아, 중앙아시아 등에 분포한다. 주로 바위지대와 산악지대에서 많이 산다. 암컷과 새끼는 무리를 지어 지내고 수컷은 혼자 지내거나 별도로 무리 지어 지내다가 짝짓기철이 되면 암컷 무리에 합류한다. 식성은 잡목·나뭇잎·나무껍질 등 가리지 않고 먹는다.

## 같이 보기
- 흰바위산양